# Теренс Вільямс

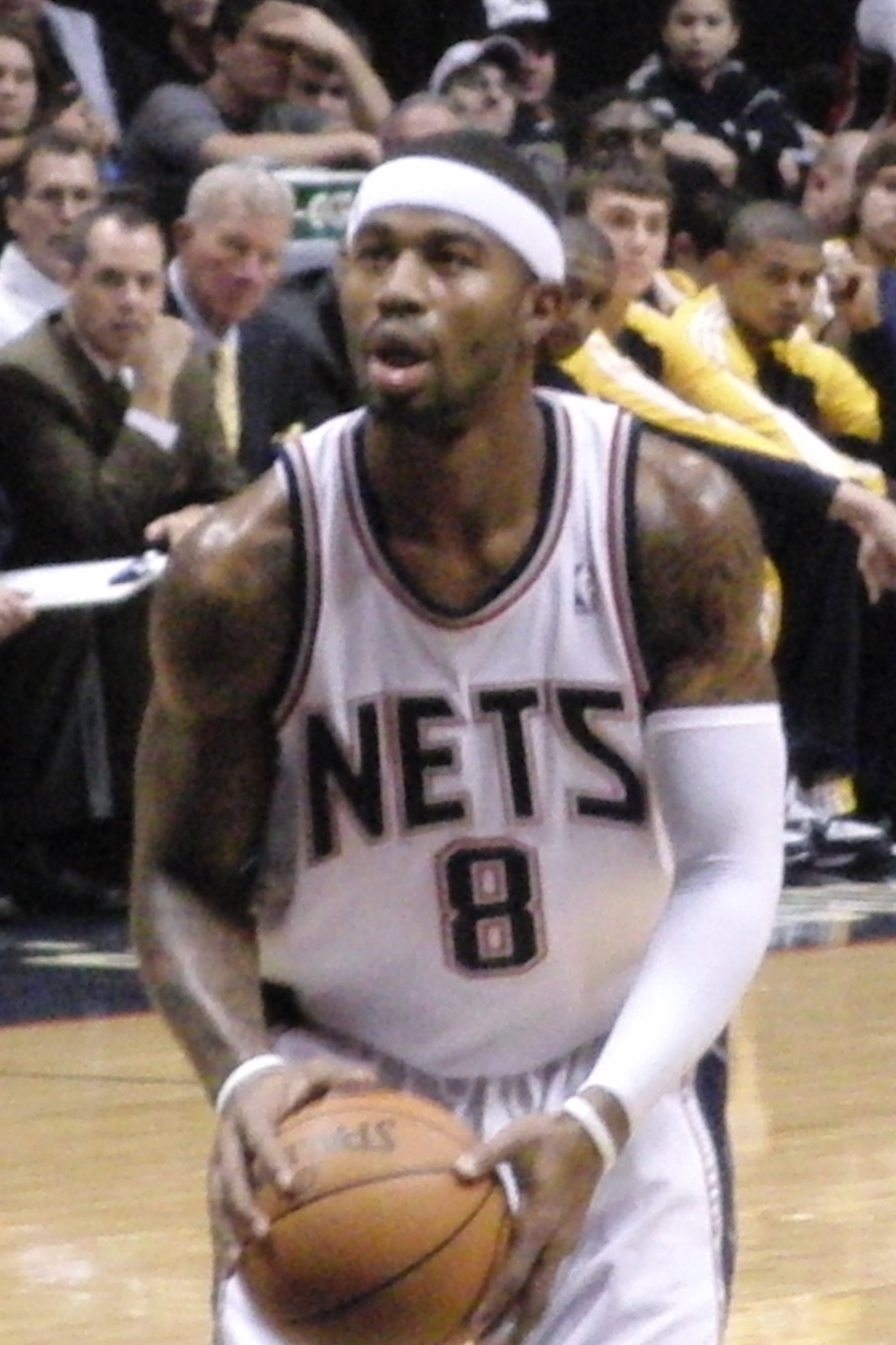
Теренс Вільямс у складі «Нетс»

Теренс Вільямс (англ. Terrence Williams; нар. 28 червня 1987) — американський баскетболіст, виступав на позиції захисника та легкого форварда. Вибраний під 11 номером на драфті 2009 клубом «Нью-Джерсі Нетс».

## Кар'єра у НБА
Після драфту Вільямс підписав із «Нетс» чотирирічний контракт. Протягом дебютного сезону в НБА Вільямс взяв участь у 78 іграх регулярної першості, проводячи на майданчику в середньому 22 хвилини за гру.
9 квітня 2010 Теренс записав у актив перший у кар'єрі гравця НБА трипл-дабл. У грі проти «Чикаго Буллз» він набрав 27 очок, здійснив 10 підбирань та 10 результативних передач. У цій грі «Нетс» здобули перемогу з рахунком 127—116.
15 грудня 2010 Вільямс перейшов у «Рокетс».

### Статистика кар'єри в НБА

#### Регулярний сезон
| Сезон   | Команда         | GP  | GS | MPG  | FG%  | 3P%  | FT%  | RPG | APG | SPG | BPG | PPG |
| ------- | --------------- | --- | -- | ---- | ---- | ---- | ---- | --- | --- | --- | --- | --- |
| 2009–10 | Нью-Джерсі Нетс | 78  | 9  | 22.6 | .401 | .310 | .715 | 4.5 | 2.9 | .6  | .1  | 8.4 |
| 2010–11 | Нью-Джерсі Нетс | 10  | 0  | 20.6 | .397 | .333 | .500 | 3.6 | 3.1 | .5  | .0  | 6.7 |
| 2010–11 | Х'юстон Рокетс  | 11  | 0  | 7.6  | .333 | .200 | .818 | 1.4 | .6  | .4  | .0  | 3.5 |
| 2011–12 | Х'юстон Рокетс  | 12  | 0  | 15.1 | .351 | .421 | .500 | 2.4 | .8  | .3  | .1  | 4.5 |
| 2011–12 | Sacramento      | 18  | 0  | 20.5 | .461 | .296 | .618 | 4.1 | 3.1 | .9  | .3  | 8.8 |
| 2012–13 | Бостон Селтікс  | 24  | 0  | 13.3 | .495 | .333 | .429 | 1.8 | 1.6 | .5  | .1  | 4.6 |
| Кар'єра |                 | 153 | 9  | 19.1 | .412 | .317 | .659 | 3.6 | 2.4 | .5  | .1  | 7.1 |

#### Плей-оф
| Сезон   | Команда        | GP | GS | MPG | FG%  | 3P%  | FT%  | RPG | APG | SPG | BPG | PPG |
| ------- | -------------- | -- | -- | --- | ---- | ---- | ---- | --- | --- | --- | --- | --- |
| 2013    | Бостон Селтікс | 5  | 0  | 9.6 | .200 | .000 | .500 | 2.0 | 1.2 | .0  | .2  | 1.0 |
| Кар'єра |                | 5  | 0  | 9.6 | .200 | .000 | .500 | 2.0 | 1.2 | .0  | .2  | 1.0 |